# بزرد
بزرد (به مجاری:  Bezeréd) یک شهرداری در مجارستان است که در ناحیه زالاسنت‌گروت واقع شده‌است. بزرد ۱۸٫۵ کیلومتر مربع مساحت و ۲۰۱ نفر جمعیت دارد.